# Йоос де Момпер

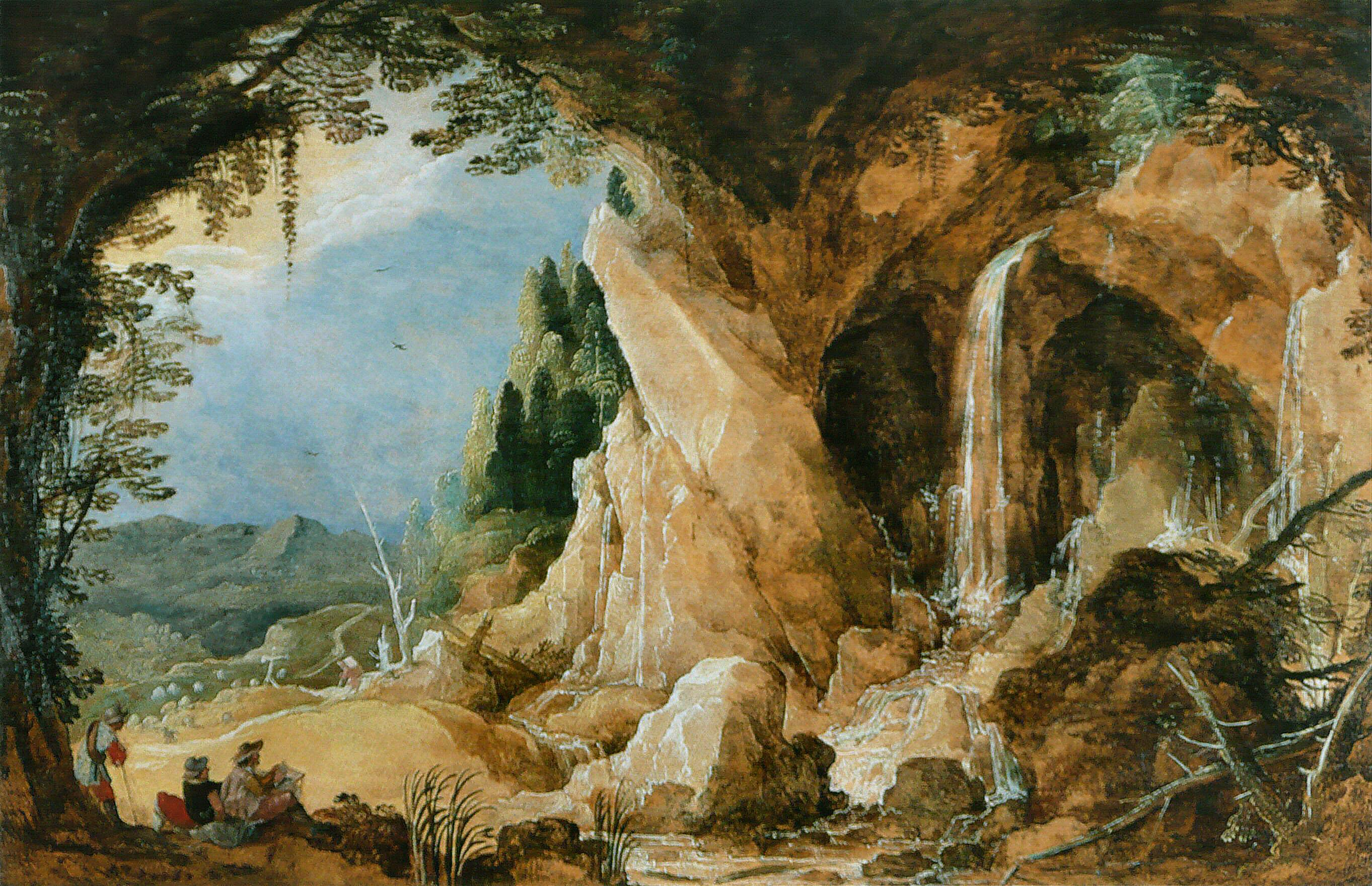
«Пейзаж з печерою», близько 1600 р.

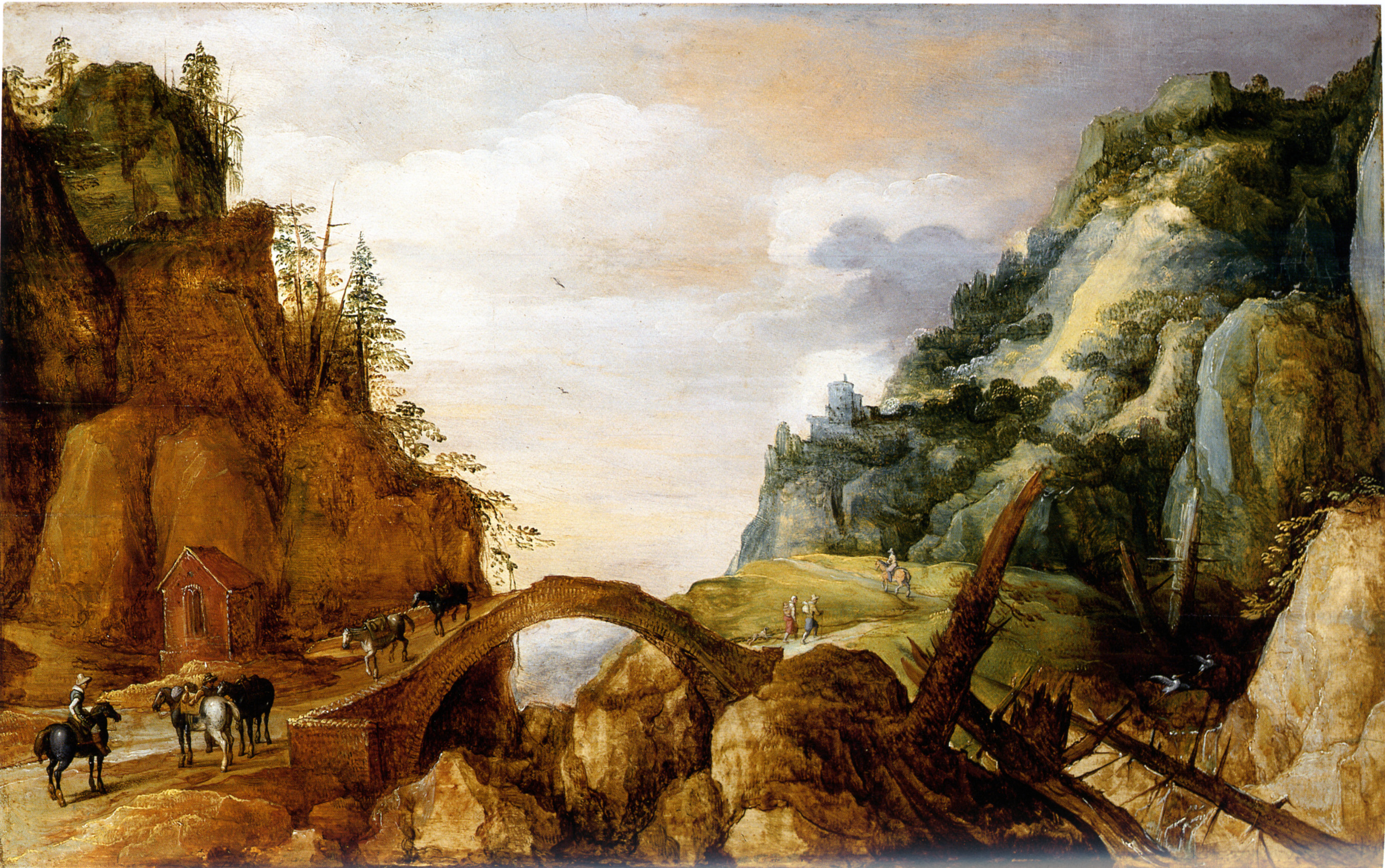
« Гірський пейзаж з вершниками, що крокують через міст», 1601

Йоос де Момпер (або Йоос де Момпер молодший нід. Joos de Momper; 1564, Антверпен — 1635, Антверпен) — фламандський художник-пейзажист, представник пізнього маньєризму.

## Біографія коротко

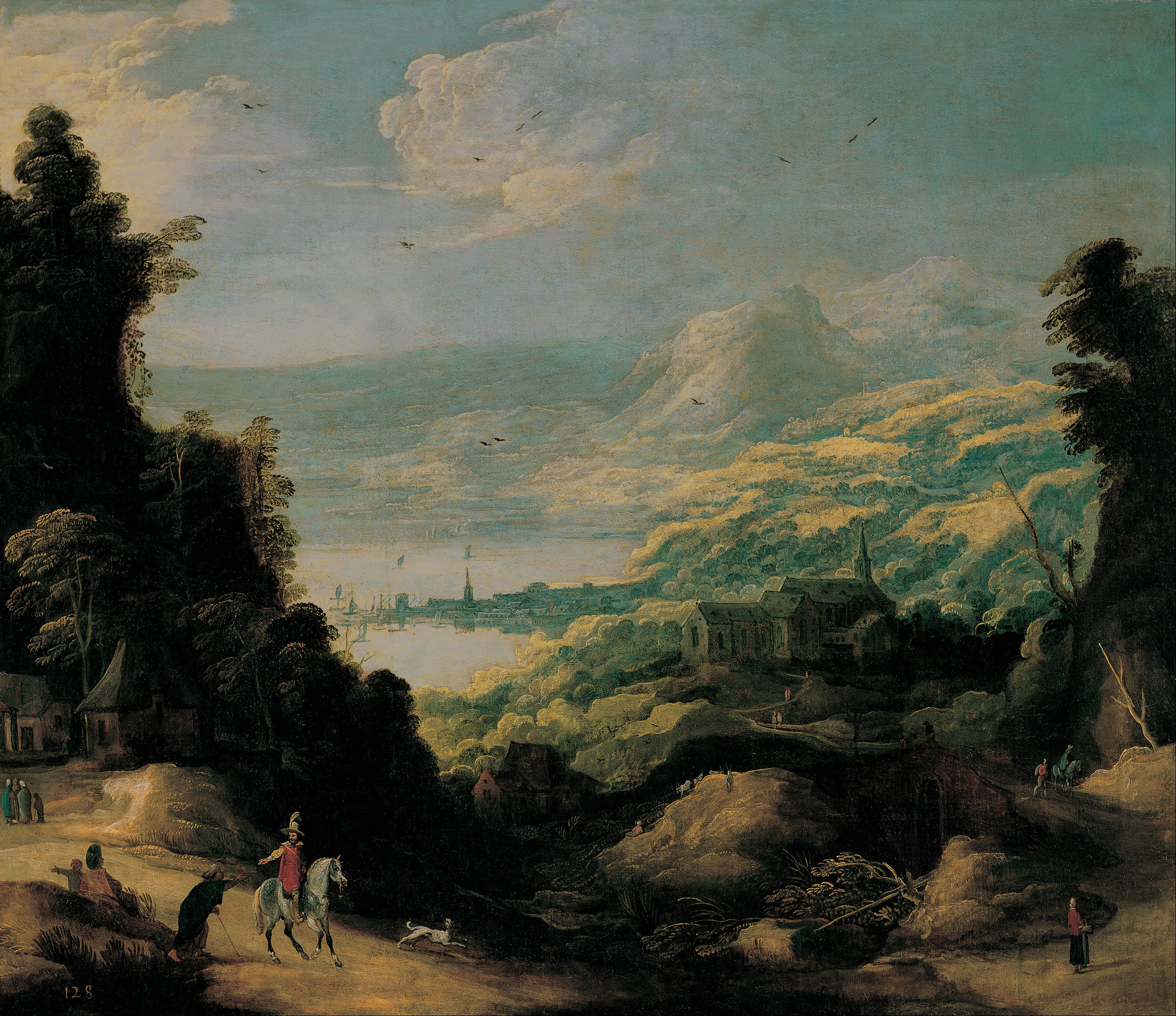
Йоос де Момпер молодший. «Гірський пейзаж з портовим містом»

Народився в місті Антверпен . Походить з родини художника Бартоломеуса де Момпера. Той і був першим вчителем Йооса. Художником був і дід, Йоос (Йодокус) де Момпер, на часть котрого він і був названий онук.
Не всі сторінки життя художника відомі достеменно. За припущеннями, у 1580 році він створив подорож до Італії заради наочного знайомства зі скарбами мистецтва, накопиченими в Італії, та з метою вдосконалення власної майстерності. Вічутних впливів італійських майстрів в творах художника не помічено, бо у Італії ще не було розвиненої школи пейзажа. А Момпер молодший спеціалізувався саме на створенні пейзажів.
У 1590 році узяв шлюб в місті Антверпен. Це було дозволене лише художникам, що досягли статуса «майстер». Мав трьох синів, що завдяки батьку теж отримали художню освіту. Серед перших художніх авторитетів для Йооса був земляк Пітер Брейгель старший. Про це свідчить ранній твір Йооса «Пейзаж з гинучим Ікаром» (Національний музей Швеції, Стокгольм), де художник цитував мотиви картини Брейгеля старшого. У Брейгеля старшого картина сповнена гіркоти від байдужості оточення до загибелі героя (нехай і міфічного). Аби підсилити цю гіркоту, він сховав гинучого Ікара так, що глядач вимушений довго того шукати очима. Картина молодого Момпера — звичайна ілюстрація античного міфу з добре розробленим пейзажем.
З 1581 року прийнятий до гільдії художників Антверпена. Відомий як творець пейзажів. Спілкування з іншими художниками призвело до праці разом над картинами, де Момпер малював пейзажне тло. Але працював і окремо. У 1611 році — декан Антверпенської гільдії живописців. Його, як відомого художника Фландрії, увічнив в своїй «Іконографії» уславлений портретист Ван Дейк .
Як більшість фламандських художників, Йоос де Момпер був залучений до створення картонів ( ескізів ) для гобеленів. Здібності Йооса де Момпера добре укладалися у вимоги створення вердюр, де переважали пейзажі і зелені рослини. Про це свідчать відомості про грошові виплати майстру за створені картони від 1595 року.
Помер в Антверпені.
До митця прихильно ставилась іспанська адміністрація його батьківщини. Відомо про лист до гільдії св. Луки у Антверпен, де іспанська принцеса Ізабелла надала йому пільгу не брати з художника податків.

## Момпер і Арчімбольдо

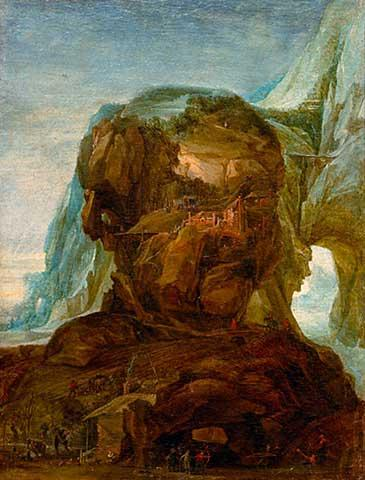
«Алегорія Весни», приватна збірка.

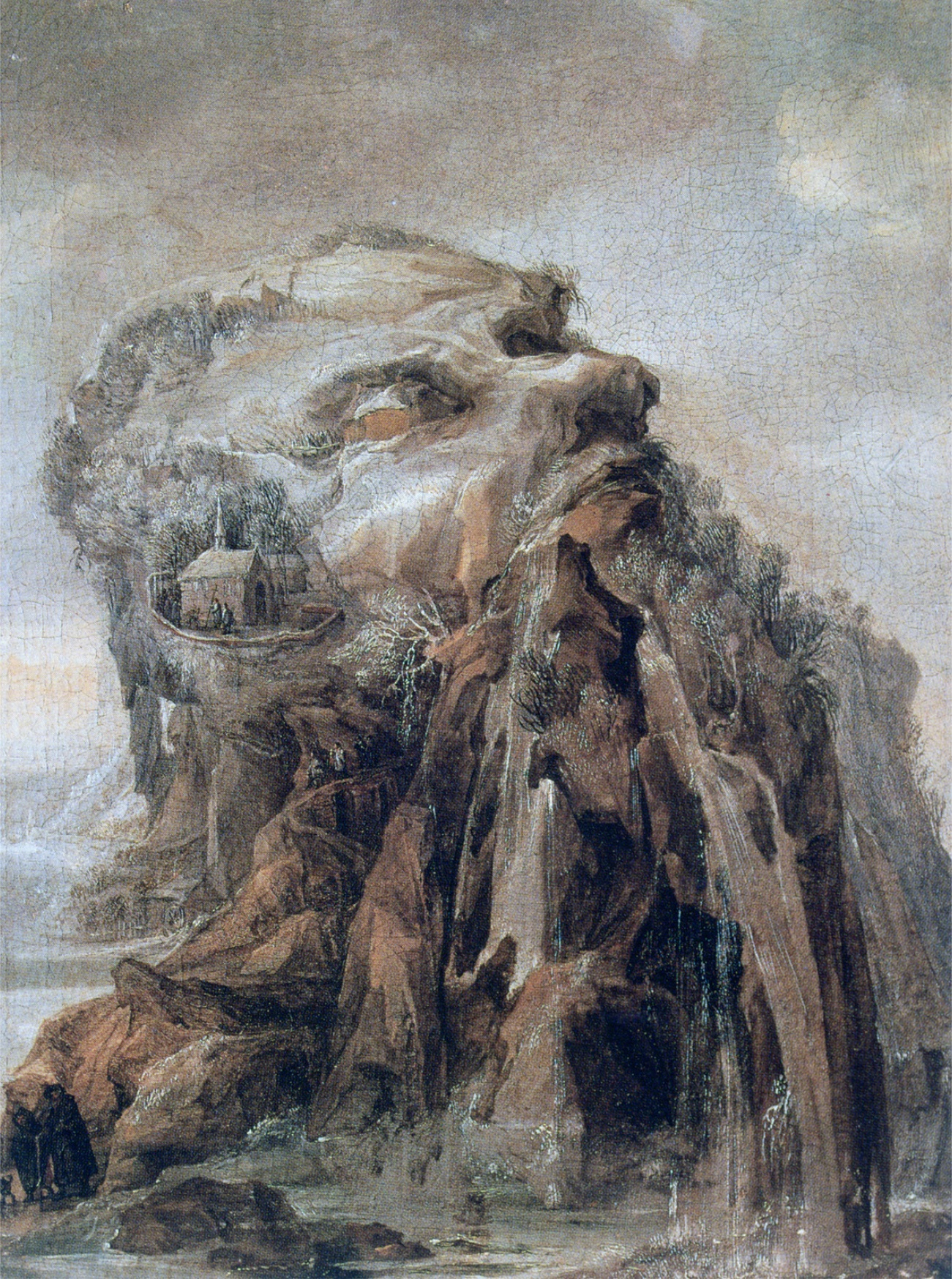
«Алегорія зими».

Момпер і Арчімбольдо — сучасники, але Момпер був молодшим за Арчімбольдо. Представник пізнього маньєризму у Фландрії, Момпер залюбки створював вигадані пейзажі, хоча й з урахуванням реальних замальовок гір, скель, річок, печер, ростущих чи повалених дерев. Свої пейзажі він часто творив в майстерні. Як майже всі маньєристи (в тому числі і Арчімбольдо, Джованні да Болонья, Бенвенуто Челліні, Джуліо Романо) мав добру освіту, хоча й поступався попередникам в обдаруванні та віртуозності виконання своїх робіт. Добре знав чудернацькі, ні на що в мистецтві не схожі портрети Арчімбольдо, створені з квітів чи алегорії. Не дивно, що Момпер підпав під вплив Арчімбольдо. Але не став просто копіювати його портрети чи творити свої картини за примітивно сприйнятими рецептами Арчімбольдо, як це робила банда арчімбольдесків — примітивних послідовників талановитого майстра в різних країнах.

## Вибрані твори

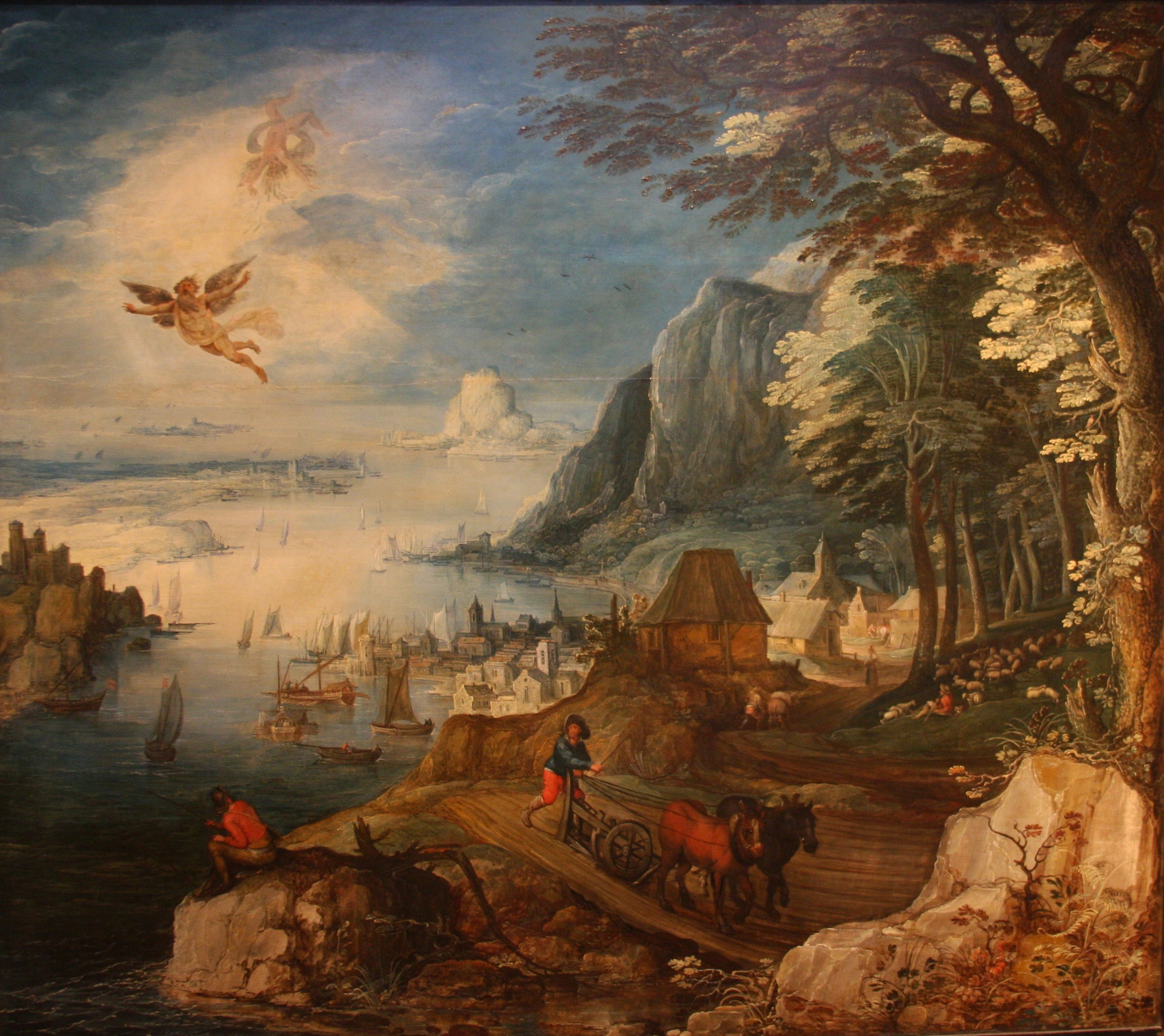
Йоос де Момпер. «Пейзаж з гинучим Ікаром » (Національний музей Швеції, Стокгольм)

- Картони для створення гобеленів, 1595
- « Пейзаж з далекою перспективою», Стара пінакотека, Мюнхен
- « Пейзаж з печерою», бл. 1600, Бонн, Німеччина
- « Гірський пейзаж з вершниками, що крокують через міст», 1601
- « Вавилонська Вежа», Національний музей стародавнього мистецтва, Лісабон
- « Гірський пейзаж з подорожніми», Ріо де Жанейро, Бразилія
- « Скелястий пейзаж з водоспадом», Ермітаж, Санкт-Петербург
- « Ліс в ущелині», бл. 1630, Музей історії мистецтв, Відень
- « Гірський пейзаж з віслюком, що упав», Ермітаж, Санкт-Петербург
- « Ченці в печері», Ермітаж, Санкт-Петербург
- « Цигани біля печери», Музей образотворчих мистецтв імені Пушкіна, Москва
- « Пейзаж з каплицею на пагорбі», Музей образотворчих мистецтв імені Пушкіна, Москва
- « Гірський пейзаж з млином», Дрезденська картинна галерея
- «Гірський пейзаж з перекинутими у ручай ялинами », Дрезденська картинна галерея
- « Місто в долині», Дрезденська картинна галерея
- « Зимовий пейзаж», Дрезденська картинна галерея

## Обрані твори

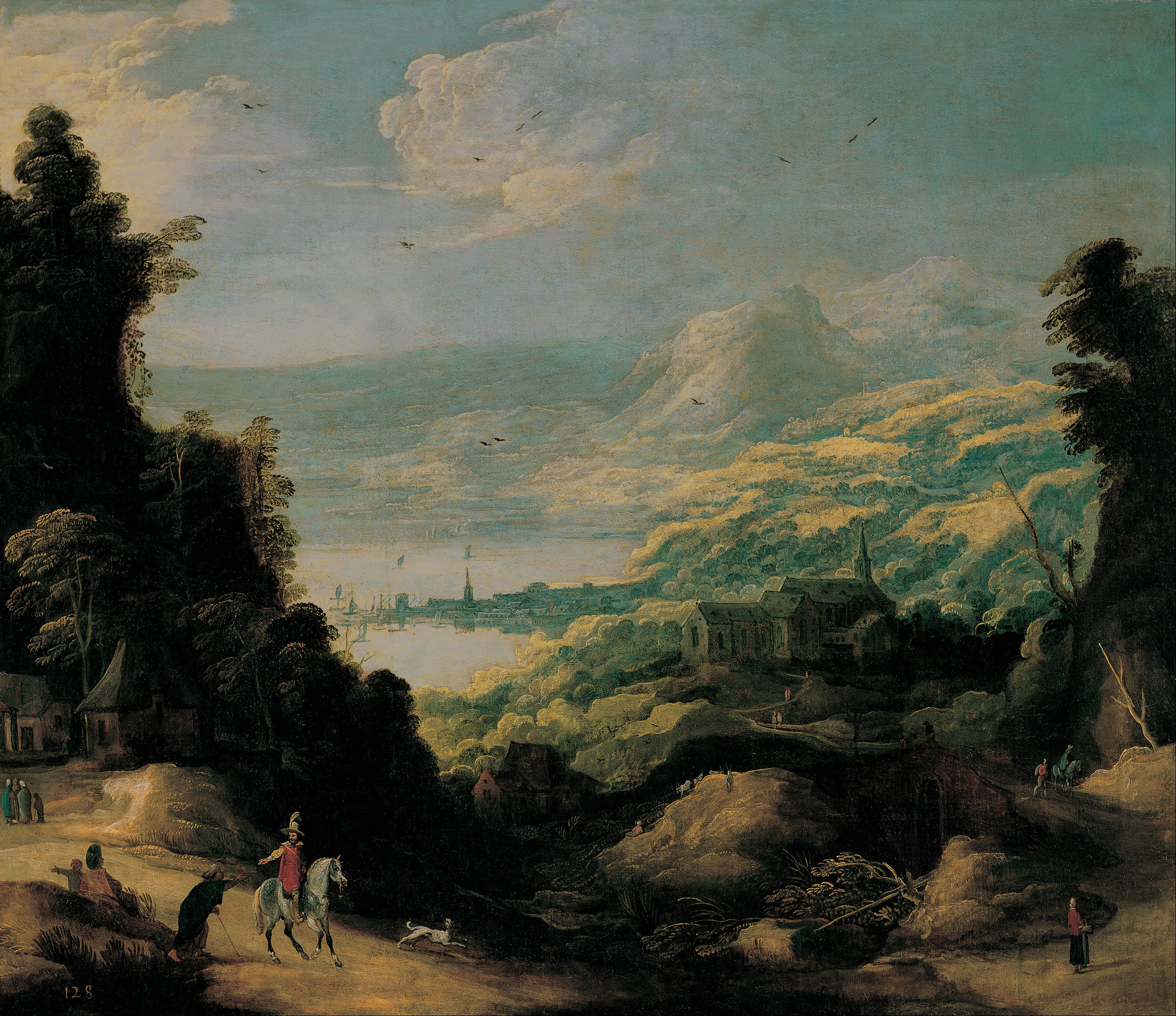
«Пейзаж з горами і портовим істом»
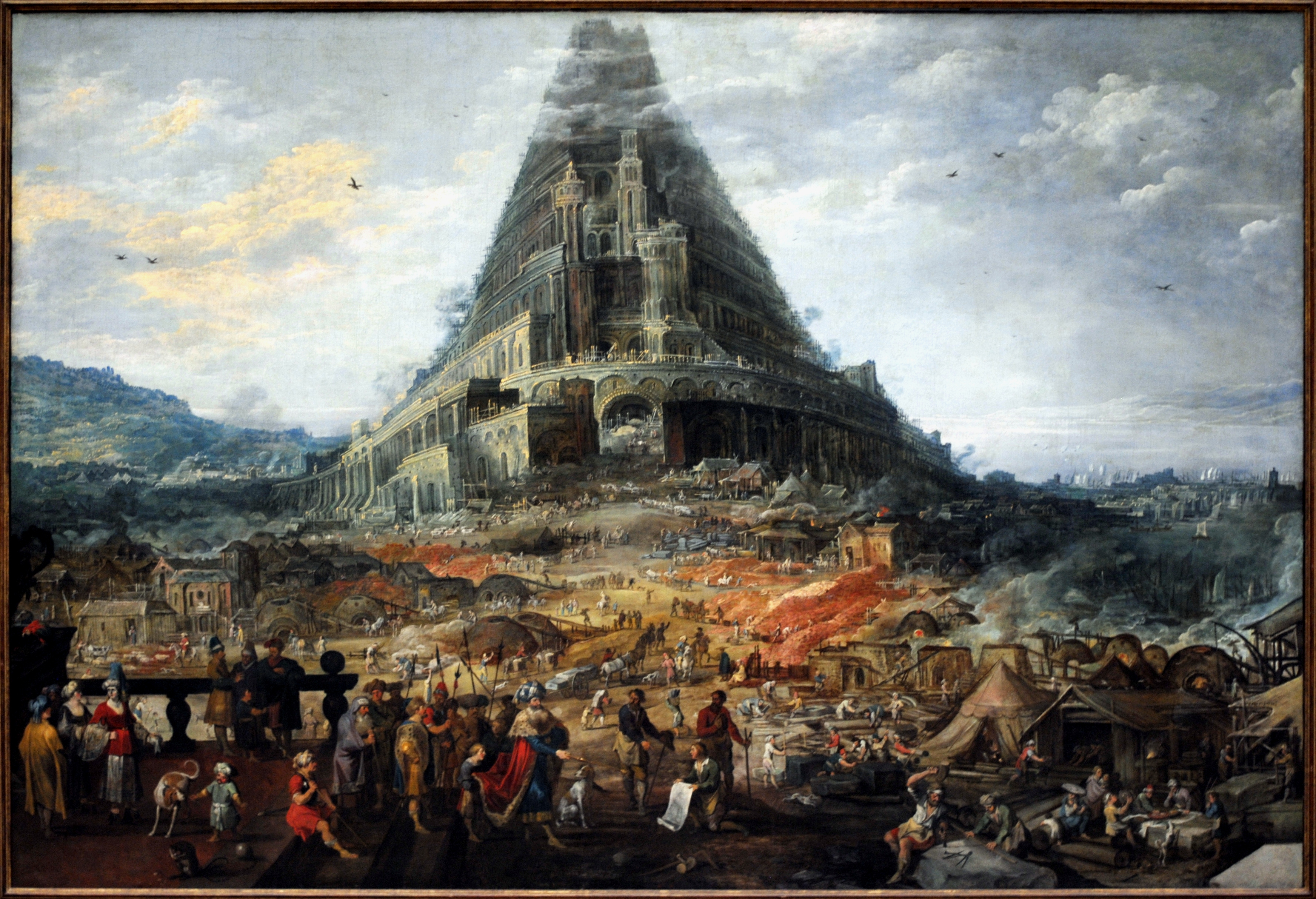
«Будівництво Вавилонської вежі», Королівські музеї витончених мистецтв (Брюссель)
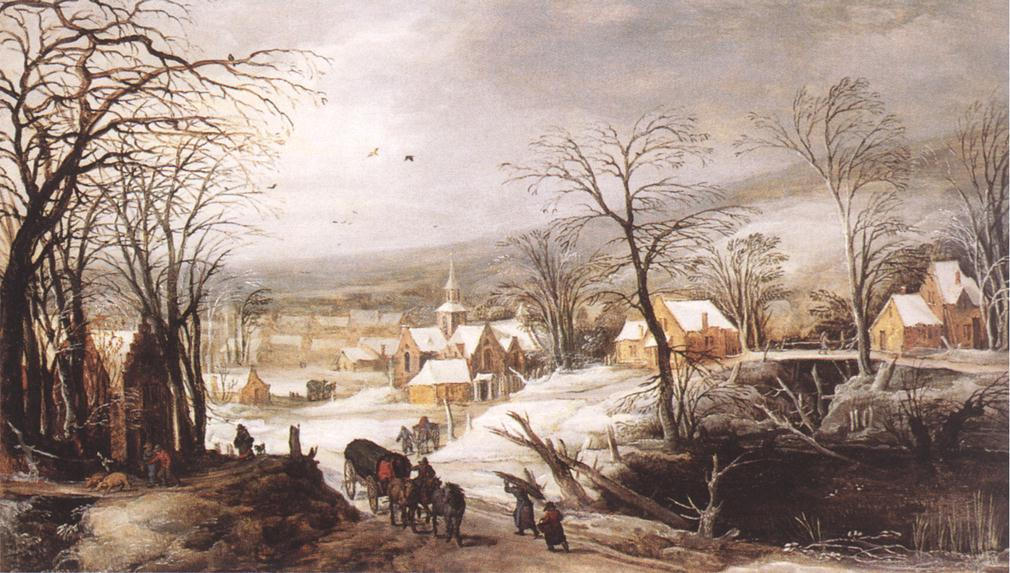
«Зимовий пейзаж з подорожніми»
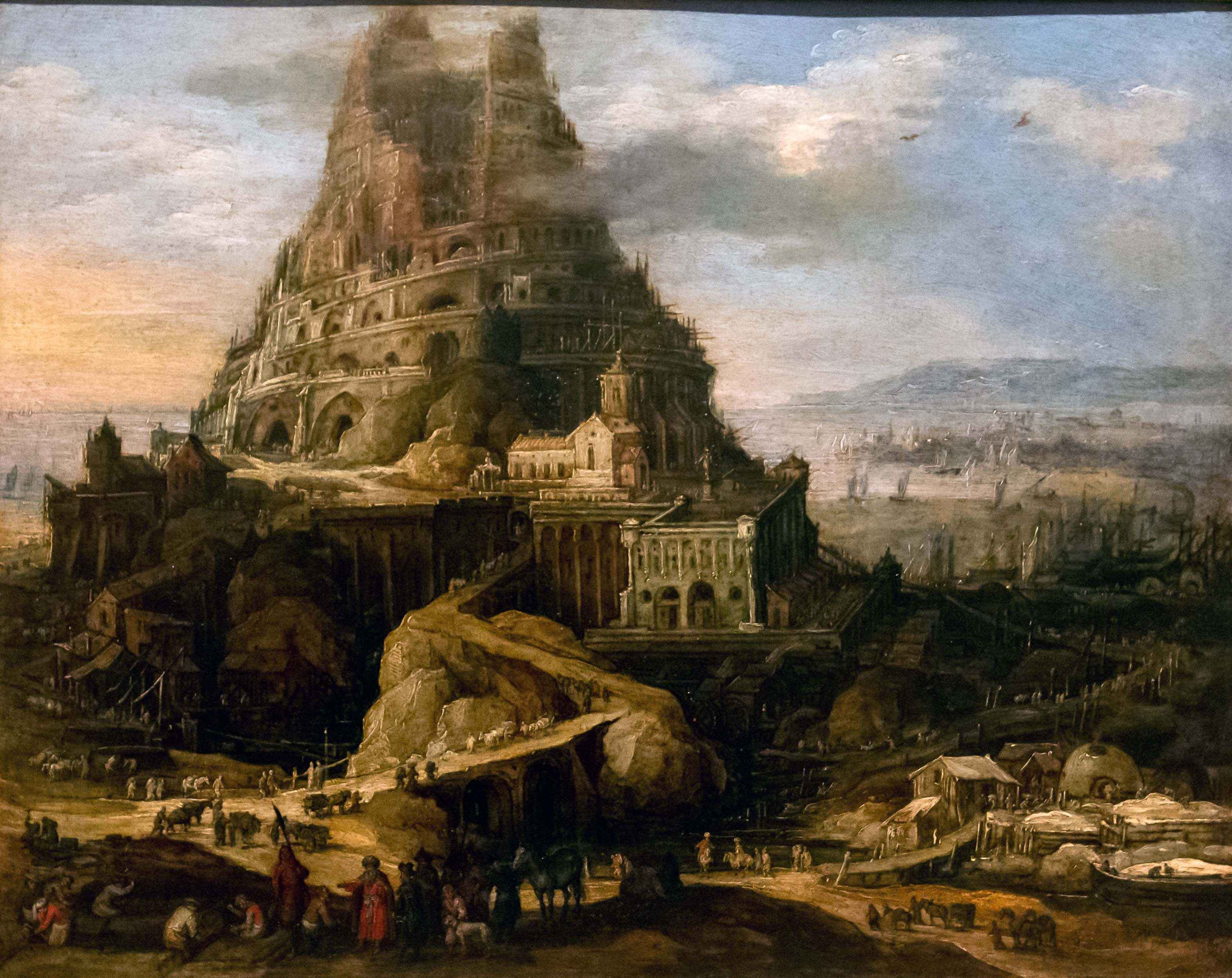
«Будівництво Вавилонської вежі», до 1605 р.,Національний музей старовинного мистецтва, Лісабон
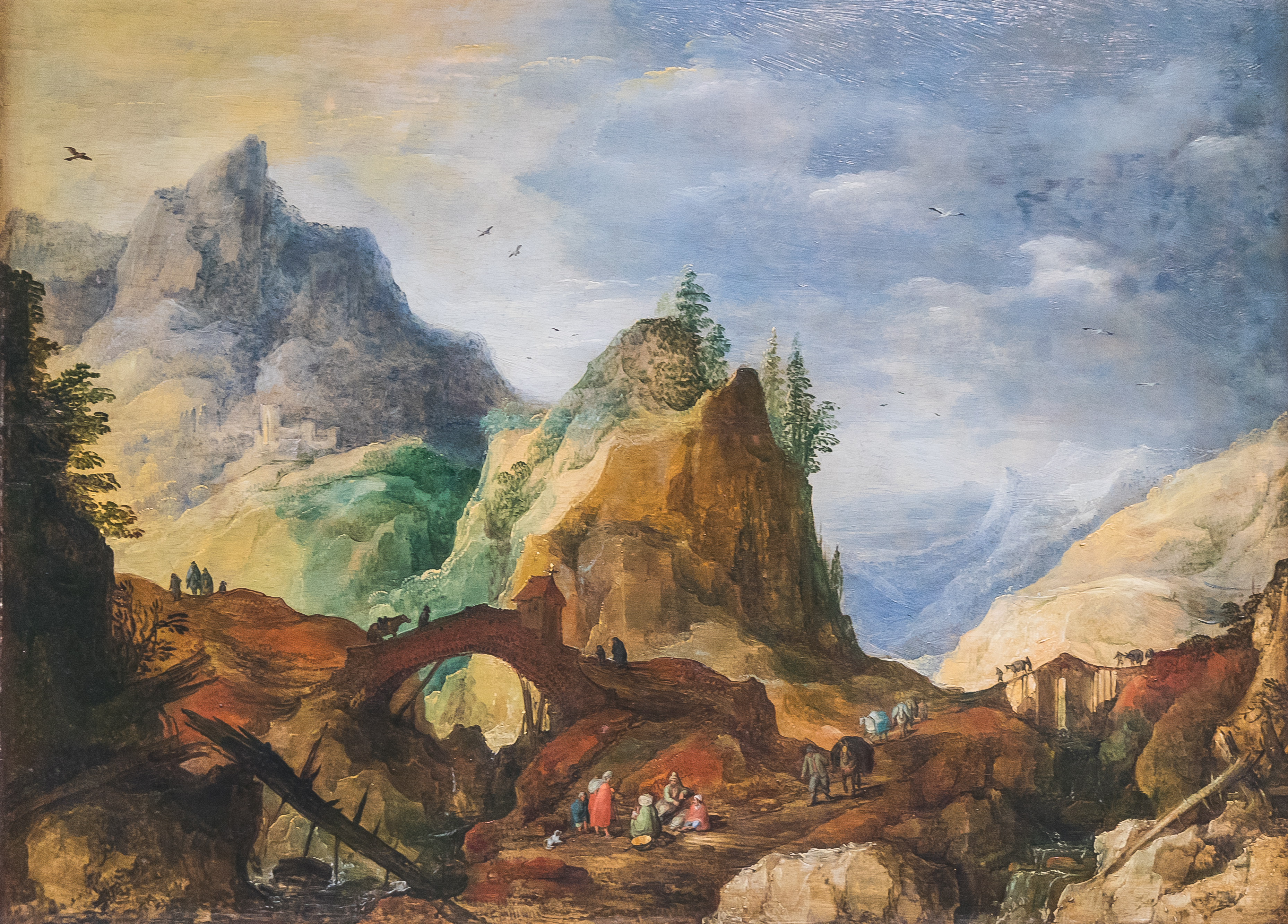
«Гірський пейзаж з мостами і подорожніми »,бл. 1600 р., Музей Вальраф-Ріхартца,Кельн
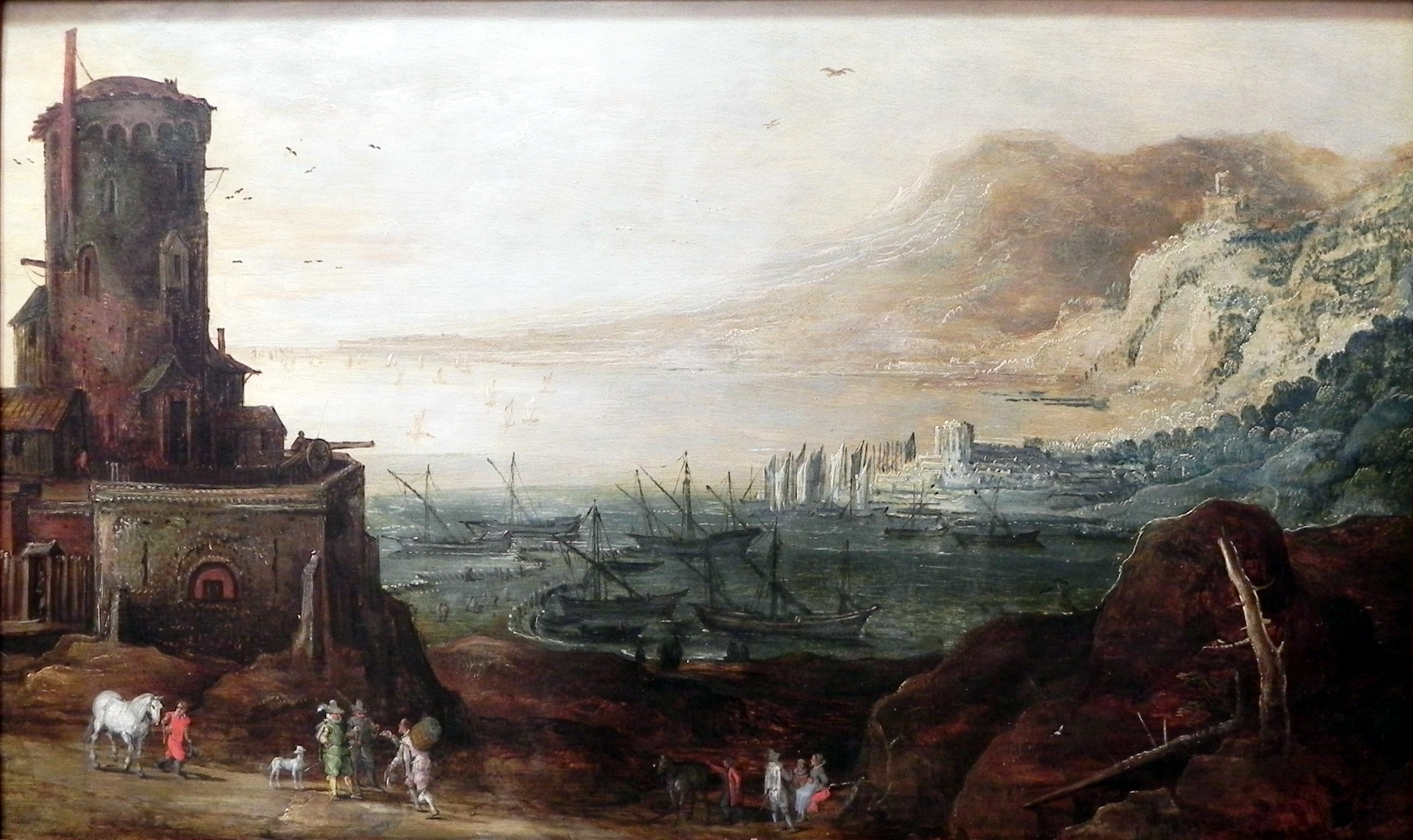
«Захисна вежа в порту», до 1620 р.

## Твори Момпера в музеях світу
- Бельгія, Антверпен
- Іспанія, Прадо (музей)
- Німеччина, Дрезден, Кельн
- Росія, Петербург,Москва
- Франція, Лувр, Париж
- Чехія, Прага